# پرچنگکان
پُرچنگکان (نام علمی: Polychelidae) نام یک خانواده از زیرراسته شنابران است.